# Národní park Taman Negara

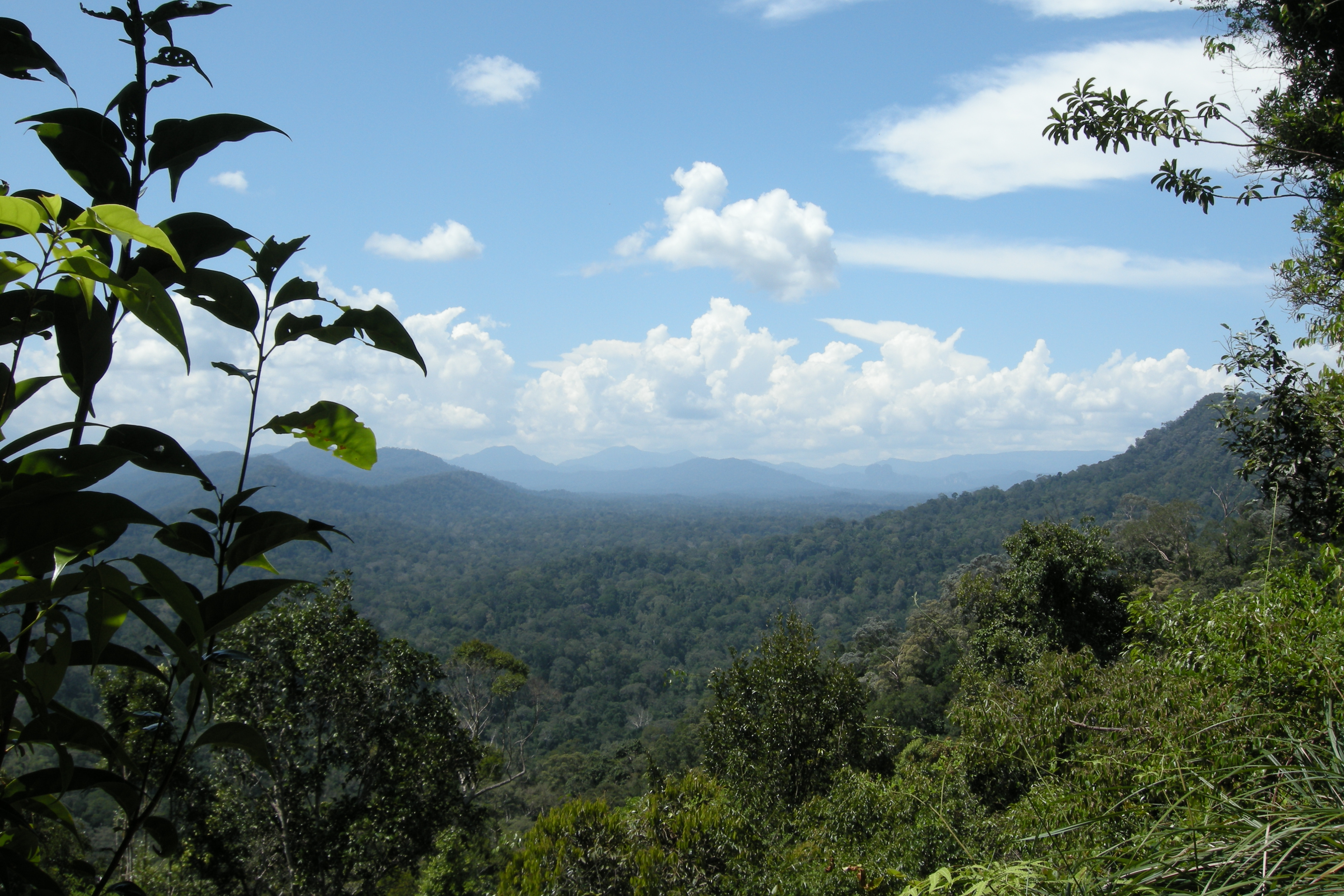
Typický pohled na prales, v pozadí nejvyšší hora Mount Tahan

Taman Negara (což v malajštině značí "národní park") je území o rozloze 4343 km² rozkládající se na teritoriu tři sultanátů ve federaci Malajsie. Je to největší a nejstarší malajský národní park. Zdejší tropický deštný prales je považovaný za nejstarší na světě.

## Popis
Park vznikl jako společný projekt v létech 1938/1939 a byl pojmenován po britském králi Jiřím V. (King George V. National Park). Po vyhlášení nezávislosti Malajsie v roce 1957 získal současný název. Předpokládá se, že na tomto místě roste tropický prales nepřerušované po dobu 130 miliónu let, žádná doba ledová ani sopečná činnost tuto oblast nezasáhla.
Rozkládá se v centru malajského poloostrova na styku tří sultanátů, rozlohou největší část (2447 km² – 57 %) je v Pahangu, pak následuje část (1043 km² – 24 %) v Kelantanu a nejmenší (853 km² – 19 %) je v Terengganu. Jeho pomyslný střed je pouhé 4° nad rovníkem, panuje tam vlhké tropické klima s průměrnou teplotou okolo +30 °C.
Nachází se ve vnitrozemí, jeho nadmořská výška se pohybuje od 60 m až po vrchol Mount Tahan vysoký 2187 m, nejvyšší horu malajského poloostrova. Existuje ještě několik dalších vrcholků přes 1000 m, jsou to však pozvolné formace bez ostrých skalisek. Většina oblasti je nížinatá, asi 5  % leží pod 300 m n. m. Správní sídlo parku Gunung Tahan se dokonce nachází v nadmořské výšce pouhých 120 m.

## Fauna
V parku žije zhruba 200 druhů savců. Největším zvířetem parku je slon indický (Elephas maximus). Žije zde kriticky ohrožený nosorožec sumaterský (Dicerorhinus sumatrensis). Z velkých šelem zde loví tygr malajský (Panthera tigris ssp. jacksoni), levhart indočínský (Panthera pardus ssp. delacouri) či medvěd malajský (Helarctos malayanus). Dalšími významnými druhy jsou gaur malajský (seladang, Bos gaurus hubbacki), makak jávský (Macaca fasciculata), sambar (Rusa unicolor), muntžak (Muntiacus sp.) či tapír čabrakový (Tapirus indicus).
Z více než 250 druhů ptáků jsou nejnápadnější zoborožci a bažanti. Z exotičtejších druhů se zde vyskytuje například vlha malajská (Merops viridis), chřástalec maskový (Heliopais personata) či drongo (Dicrurus sp.).
Najdeme zde desítky druhů plazů, obojživelníků i ryb. Rovněž se zde vyskytuje mnoho druhů hmyzu, jen motýlů zde bylo identifikováno přes 1000 druhů.

## Aktivity

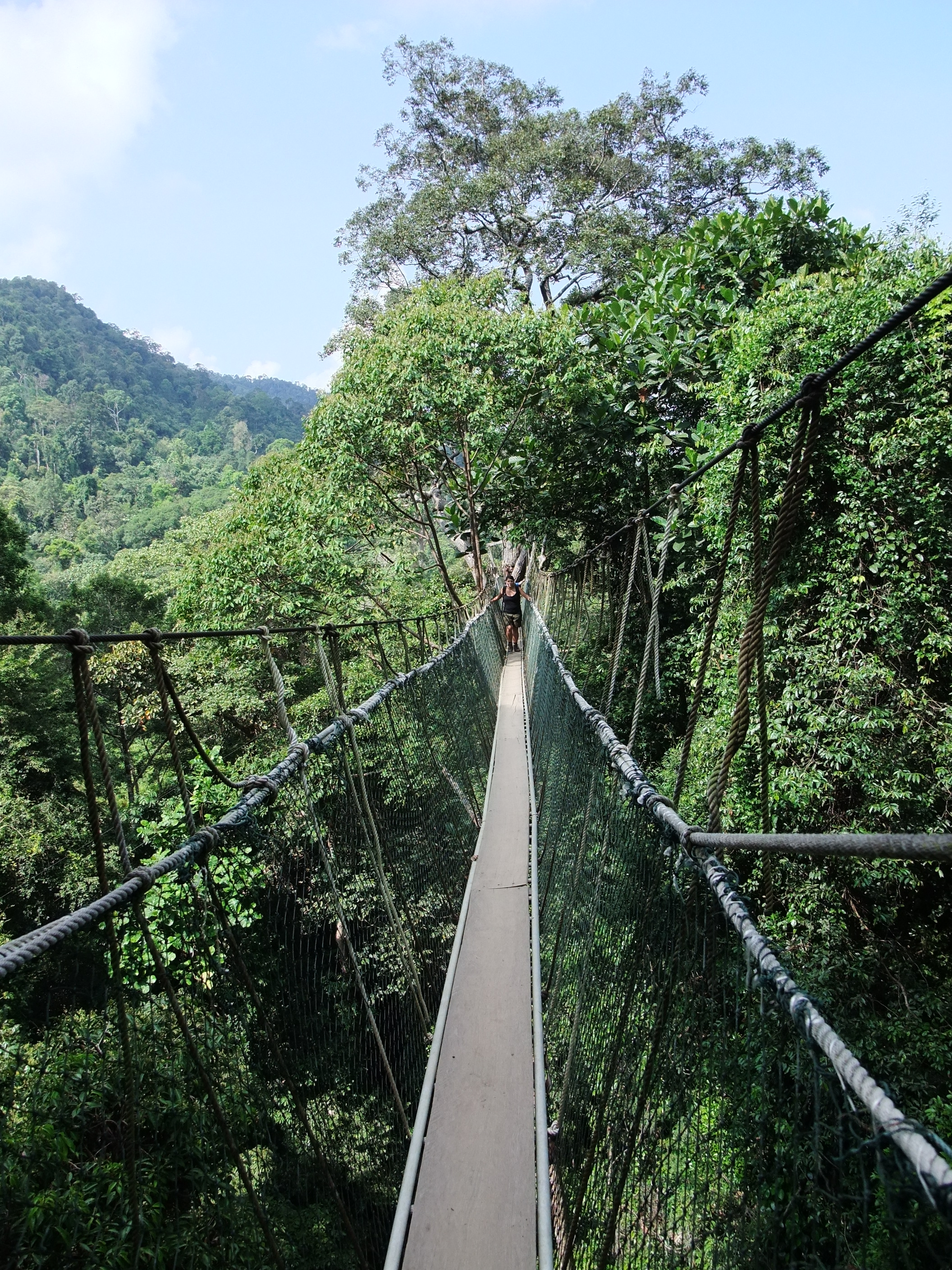
Visutý most v korunách stromů

Taman Negara nabízí návštěvníkům mnoho rozličných akcí pro zpestření jejich pobytu. Jsou to poznávací vycházky (jako např. po visutém mostě 500 m dlouhém) vždy s průvodci, od jednoduchých jednodenních až po mnohadenní různě fyzicky náročné s přespáváním v připravených chatkách, případně i výstup na horu Mount Tahan, plavba po řece, lovení ryb na vyhrazených místech, noční vycházky spojení s pozorováním zvířat, návštěva jeskyní s netopýry a pod. Mnohdy lze navštívit i vesnice kočovných etnik Orang Asli, původních domorodých obyvatel žijících jednoduchým životem (lovci a sběrači) a majících právo lovu i v národním parku.

## Výsledek návštěvy
V národním parku žijí i vzácná zvířata jako sloni, tygři, levharti či nosorožci. Jejich počty jsou ale malé a zvířata jsou plachá, takže je jen nepatrná naděje styků turistů s nimi. Mimo majestátných lesních velikánů a dalšího tropického rostlinstva lze při návštěvě ve volné přírodě spatřit hady, ještěry, opice a mnoho motýlů, velký počet tropického hmyzu a zaslechnout zpěv mnoha ptáků.
Někteří návštěvníci se z návštěvy národního parku Taman Negara vracejí zklamáni, neboť jim vadí organizovanost a dohled průvodců. Ale jen takto lze zaručit jejich bezpečnost a tuto starobylou krajinu udržet nenarušenou i pro budoucnost.